# Pachérrez
Pachérrez es un pueblo ubicado en el distrito de Pucalá en el Departamento de Lambayeque.

## Demografía
En el 2017 contaba con una población de 737 habitantes lo que la hace la segunda localidad más poblada del distrito después de Pucalá.